# St. Martin (Zwochau)

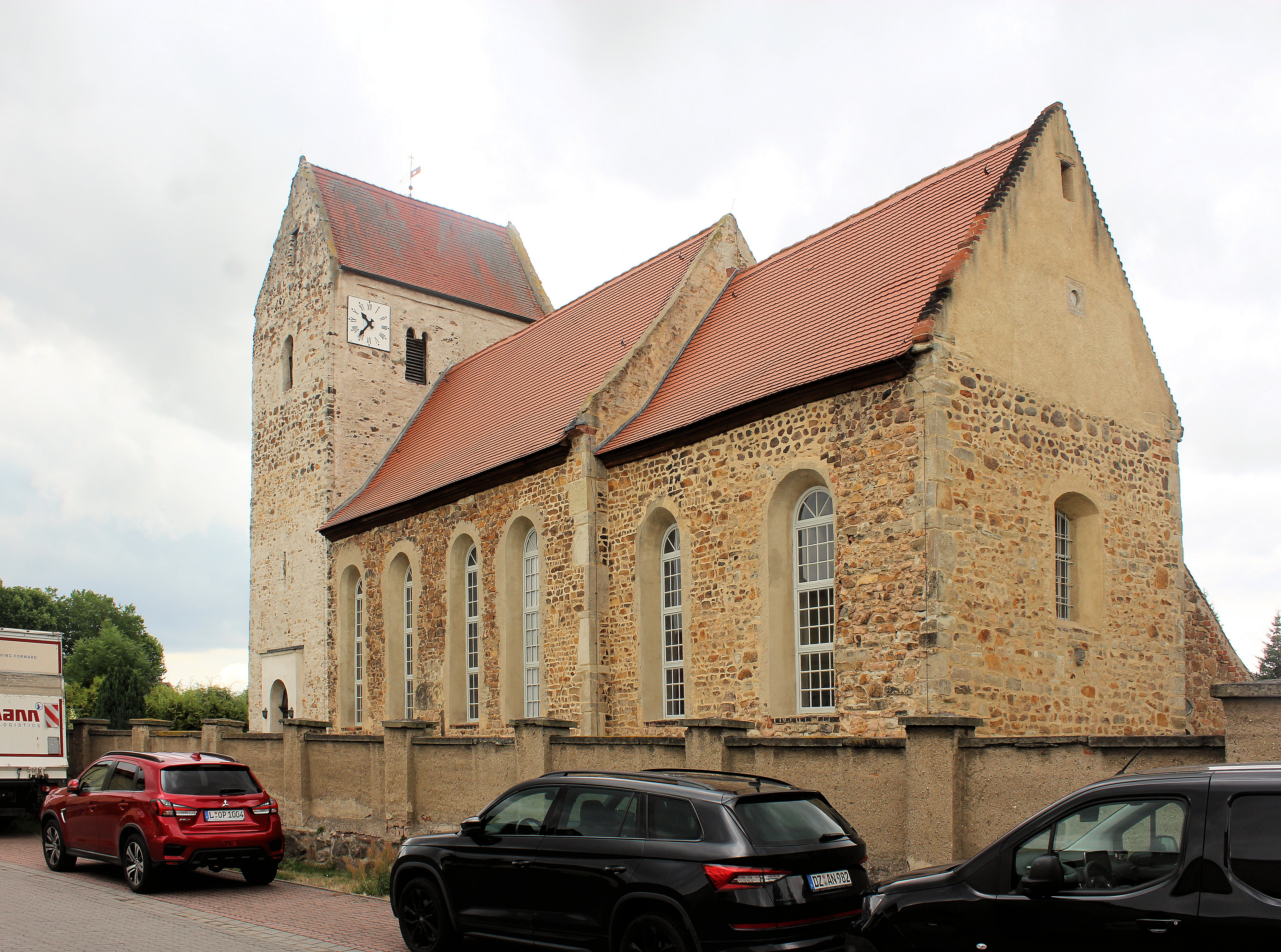
St. Martin in Zwochau

Die evangelische Kirche St. Martin ist eine romanische Saalkirche im Ortsteil Zwochau von Wiedemar im Landkreis Nordsachsen in Sachsen. Sie gehört zur Kirchengemeinde St. Martin Zwochau im Kirchenkreis Torgau-Delitzsch der Evangelischen Kirche in Mitteldeutschland. Kirchenpatron ist Martin von Tours. 

## Geschichte und Architektur
Die Kirche ist eine romanische Saalkirche mit gleich breitem Querwestturm, die in den Jahren 1701–1731 erheblich am Chor und an der Sakristei umgebaut wurde. Restaurierungen wurden in den Jahren 1991, 1997 und 2014 vorgenommen.
Die Kirche ist ein Bruchsteinbau mit leicht eingezogenem, gerade geschlossenem Chor. In der östlichen Turmwand öffnet sich eine gekuppelte, spitzbogige Schallöffnung mit eingestellter Sandsteinsäule.  In der Mitte der südlichen Saalwand gebindet sich ein zugemauertes, romanisches Sandsteinportal mit rundbogigem, reliefgeschmücktem Tympanon aus dem letzten Viertel des 12. Jahrhunderts, in dem unter Arkaden ein Kreuz und Tiere dargestellt sind. An der östlichen Chorwand sind mehrere Sandsteinmasken angebracht.
Im Saal ist eine prachtvolle Kassettendecke aus Holz eingebaut; in der Saalmitte ist ein figürliches Hochrelief mit segnendem Christus angebracht, im Chor ist ein gestuftes Spiegelgewölbe eingezogen, das mit reichem floralem Schnitzwerk und Engelsfiguren von kraftvoller Plastizität aus der Zeit um 1700 geschmückt ist. Zwischen Saal und Chor vermittelt ein Triumphbogen auf Kämpfergesimsen mit Viertelstabprofil, zwischen dem Turmerdgeschoss und dem Saal ein weitgespannter Spitzbogen. An drei Seiten sind zweigeschossige Holzemporen mit zugehöriger Patronatsloge eingebaut, im Westen ist die Empore eingeschossig, sie ruht auf Säulen mit Akanthusblattkapitellen aus der Zeit um 1675. Die Sakristei schließt mit einem Tonnengewölbe mit Stichkappen und ist mit einer Piscina versehen. Die spitzbogige Sakramentsnische aus der Zeit um 1450 wird von einer Kreuzblume bekrönt und ist mit einer Gittertür verschlossen.

## Ausstattung
Das Hauptstück der Ausstattung ist ein Altar mit farbig gefasstem, reich gestaltetem, architektonischem Aufbau und seitlichen Abendmahlsdurchgängen. In der von gekuppelten, mit Festons geschmückten Pilastern gerahmten Nische ist eine Figur des Erzengels Michael angebracht, das Ganze stammt aus dem Jahr 1731.
Die farbig gefasste Holzkanzel ist mit figürlichen Hochreliefs des Salvator mundi und der Evangelisten versehen, auf dem Schalldeckel von 1723 ist ein Pelikan angebracht.
Der Taufstein aus Serpentinit ist mit floralem Flachrelief an der polygonalen, in Form eines Würfelkapitells gestalteten Kuppa versehen und zeigt eine Zinnschale von 1897 mit Engel- und Kinderfries. Eine farbig gestaltete Kreuzigungsgruppe stammt aus der Zeit um 1730.
Die Orgel ist ein Werk der Firma Rühlmann (Zörbig) aus dem Jahr 1898 mit 15 Registern auf zwei Manualen und Pedal, das 2014 restauriert wurde.